# Poór Veronika
Poór Veronika (1983–). Az Eszperantó Világszövetség (EV) elnöke volt 2016-2018 időszakban (jelenleg EV tanácsának tagja), az EV sajtóreferense, kutató, fizikus, nanotechnológus, eszperantista, a TEJO vezetőségi tagja volt 2013 és 2015 között, 2011 óta a Muzaiko internetes rádió vezetője.

## Életútja
A fizika doktora, szakmája szerint nanotechnológiai kutató. 2007-ben a Magyar Kémikusok Egyesülete nívódíjával tüntették ki.
Első eszperantó találkozóján 2009-ben vett részt. Többek között részt vett a poludnicai rendezvényen is Liptovský Jánban (Szlovákia), 2011 januárjában. A 2011 áprilisi 92. Brit Eszperantó Kongresszus óta, a 2011 júliusában indított Muzaiko, egész napos nemzetközi rádióállomás ötletét hirdeti és irányítja stábját. 2013–2015-ös ciklusában a TEJO igazgatósági tagja volt, felelős az aktivisták képzésért, a tudományos és szakmai tevékenységért, a külső kapcsolatokért és az emberi erőforrásokért. 2013-ban az újonnan alapított UEA Tanács tagja lett. 2015. július 31.-én az UEA igazgatósága bejelentette, hogy megválasztja az UEA új igazgatójának. 2016 májusában lépett hivatalba, Osmo Buller visszavonulását követően. Eszperantistákkal több kontinensen találkozott, például 2014 februárjában Kolumbia Medellín, Cali és Bogotá városaiban tett látogatása során. 2018. január 1.-jétől átruházta posztját Martin Schäfferre, és február végéig dolgozott a könnyebb átmenet érdekében. 2020 augusztusában a 2020-as virtuális kongresszus részeként előadást tartott a Rádió Muzaikoról.

## Fordítás
- Ez a szócikk részben vagy egészben  a   Veronika Poór című eszperantó Wikipédia-szócikk ezen változatának fordításán alapul.  Az eredeti cikk szerkesztőit annak laptörténete sorolja fel. Ez a jelzés csupán a megfogalmazás eredetét és a szerzői jogokat jelzi, nem szolgál a cikkben szereplő információk forrásmegjelöléseként.